# Olivetti Dora
La Olivetti Dora è una macchina per scrivere portatile prodotta dalla Olivetti e commercializzata a partire dal 1965.
Fu ideata dall'architetto e designer Ettore Sottsass. La Dora riprende meccanicamente la  Lettera 32, uscita nel 1963 e progettata da Marcello Nizzoli.

## Meccanica
Con la meccanica uguale a quella della Lettera 32, la Olivetti Dora è una macchina per scrivere con leve di scrittura a pressione. Ogni volta che viene premuto un tasto di scrittura il martelletto corrispondente, tramite il meccanismo cinematico, va a battere sul nastro con inchiostro rosso o nero, dietro al quale sta il foglio di carta sul quale viene così impresso il simbolo corrispondente. Una levetta situata in alto a destra della tastiera può essere usata per controllare la posizione del nastro e selezionare la stampa in colore nero, rosso o senza inchiostro (in caso di copie con la carta carbone o per la preparazione di matrici a inchiostro per il ciclostile). Il nastro si avvolge a ogni pressione dei tasti e cambia automaticamente direzione di avvolgimento quando è terminato in uno dei due rocchetti nei quali è avvolto. Due sensori meccanici posti vicino a ogni rocchetto si spostano quando il nastro si tende (ciò indica che sta finendo) e invertono la sua direzione di avvolgimento. 
Rispetto alla Lettera 32 ne risulta una versione più economica. La carrozzeria dalla forma semplice e squadrata, inizialmente disponibile solo in grigio chiaro, è in ABS anziché in metallo. Manca dell'incolonnatore e differisce anche nel carrello semplificato, con una sola leva liberacarrello e l'assenza delle astine reggifoglio.
Verrà commercializzata, con modifiche estetiche secondarie e a volte con la presenza del tabulatore, anche come Lettera 27 e 31 T, Italia '90/1, Class e Underwood 310 e 315.

## Tastiera
La versione italiana della macchina utilizza il layout QZERTY, anche se sono state prodotte versioni con disposizioni differenti di tasti a seconda della lingua a cui erano rivolte. I tasti alfanumerici sono 43 per un totale di 86 segni. Oltre a questi, la tastiera include una barra spaziatrice, due tasti per impostare le lettere maiuscole, un tasto di blocco delle maiuscole, una levetta per poter oltrepassare i margini impostati, un tasto per retrocedere di un carattere, una levetta per impostare le tabulazioni e un tasto (rosso) per passare da una tabulazione all'altra.
L'insieme dei caratteri a disposizione ha evidenti mancanze: non è presente il tasto col numero 1 che si ottiene utilizzando la lettera l (elle) minuscola oppure la I (i) maiuscola; allo stesso modo non è presente lo zero, che si ottiene digitando la O (o) maiuscola; mancano inoltre i tasti per le vocali accentate maiuscole usate nella lingua italiana, che andavano sostituite dalle lettere normali seguite dall'apostrofo. Questa tipologia di soluzioni era piuttosto comune nelle macchine per scrivere dell'epoca.